# 聖劍傳說系列
聖劍傳說系列是由是石井浩一創作，史克威爾艾尼克斯（原為史克威爾）開發的中世紀背景角色扮演遊戲系列。系列首部遊戲以最終幻想系列外傳的名义发行，作品中存在很多最終幻想元素。但自從系列的第二部遊戲《聖劍傳說2》起，系列就開始脫離最終幻想系列。系列各游戏都设定于玛娜的架空世界，并出现世界树、圣剑等例行元素，玩家需要和窃取玛娜之力的势力作战。一些角色设计、生物和音乐主题会经常重复出现。
截至2003年，系列发行了5部游戏；系列在2006年重新以“玛娜世界”标题活跃，并在一年多中发行了四部作品。在2008年时，圣剑传说系列有8部游戏机游戏和2部手机游戏，此外还有四部漫画和一部小说。圣剑传说系列的评价非常不均衡，《圣剑传说2》获得广泛好评，如位列IGN年度“史上最佳100游戏”的第78位，配乐也获得高度赞扬
；但玛娜世界系列所获评价相当低下。截至2011年3月，圣剑传说系列出货600万套。
聖劍傳說系列在2003年时只有5個遊戲。但系列於2006年一年之內釋出4個新遊戲。截至2008年，聖劍傳說系列包括了10個遊戲（其中有2個是行動電話遊戲）。

## 遊戲
| 名称                               | 发行时间                                    | 平台                                                             | 注释 |
| ---------------------------------- | ------------------------------------------- | ---------------------------------------------------------------- | --- |
| 聖劍傳說 ～最終幻想外傳～          | - 日本：1991年 - 北美：1991年 - PAL：1993年 | Game Boy                                                         | 聖劍傳說系列的首個遊戲，並被標為「最終幻想的番外篇」，但戰鬥方式為如薩爾達傳說的動作戰鬥模式，而非最終幻想的回合戰鬥模式。日本行動電話上發行了強化移植版，相较于《新约 圣剑传说》，游戏使用了和原版相似的艺术风格。2004年，史克威爾艾尼克斯向客户发放了问卷，調查應将游戏和其它几部作品复刻到任天堂DS平台。                                                           |
| 聖劍傳說2                          | - 日本：1993年 - 北美：1993年 - PAL：1994年 | 超级任天堂                                                       | 《聖劍傳說2》最初计划在任天堂和索尼开发的超级任天堂CD-ROM扩展上发行，但随着任天堂放弃该扩展工程时，游戏转向标准卡带。遊戲引入了環形指令菜单系統，可讓玩家簡單地選取物品或魔法。游戏在IGN 2003年的「史上100大最受歡迎遊戲」名单中位列第78名。 |
| 聖劍傳說3                          | - 日本：1995年                              | 超级任天堂                                                       | 《聖劍傳說3》是系列中首个非线性的游戏，玩家在游戏开始时，需从6個角色中選取3名组成隊伍。依据所选取的角色，游戏会有不同遭遇和結局。因技术bug，且西方卡带容量无法容纳游戏，故《圣剑传说3》亦從未於日本國外發佈。 |
| 聖劍傳說 瑪娜傳奇                  | - 日本：1999年 - 北美：2000年               | PlayStation                                                      | 《聖剣傳說 瑪那傳奇》和前作的游戏系统不同。游戏世界的地点会随玩家在地图上放置特殊道具而出现，不同道具放置方式会出现不同的结果。游戏使用可以招募、饲养、创造伙伴的临时伙伴角色系统，以及武器、防具创造系统与回火系统。游戏还有大量的分支次要情节。对于和《圣剑传说2》在游戏系统和剧情结构上的巨大变化，媒体反应不一。                                                  |
| 新約 聖劍傳說                      | - 日本：2003年 - 北美：2003年 - PAL：2004年 | Game Boy Advance                                                 | 《新約 聖劍傳說》是初代《聖劍傳說》的重製版，由Brownie Brown開發。重製版重新改寫了原版的故事情節，并加入了之后游戏作品出现的要素。 |
| 聖劍傳說DS 瑪娜之子                | - 日本：2006年 - 北美：2006年 - PAL：2007年 | 任天堂DS                                                         | 《聖劍傳說DS 瑪娜之子》是由Next Entertainment开发的地下城冒險類遊戲。创造者在《圣剑传说2》中首次有限尝试多人游戏开发后，想更进一步开发多人游戏。 |
| 聖劍傳說 瑪娜之友                  | - 日本：2006年                              | 手提電話                                                         | 《聖劍傳說 瑪娜之友》是設定於虛構世界Mi'Diel的多人角色扮演游戏。作为玛娜世界系列的一环，《玛娜之友》是一款罕见的同步多人RPG。游戏于2011年上半年停止服务。 |
| 聖劍傳說4                          | - 日本：2006年 - 北美：2007年               | PlayStation 2                                                    | 《聖劍傳說4》是聖劍傳說系列的首款全3D遊戲，它使用了《半条命2》的物理引擎，可让大量玩家和他们的3D环境互动。《聖劍傳說4》情節設定在遊戲世界時間線的最早期，故事發生在《聖劍傳說DS 瑪娜之子》情節的十年前。 |
| 聖劍傳說 瑪娜英雄                  | - 日本：2007年 - 北美：2007年 - PAL：2007年 | 任天堂DS                                                         | 《聖劍傳說 瑪娜英雄》是一戰略角色扮演遊戲，為《聖劍傳說3》的前傳。游戏诞生是因制作人渴望做一款类似帝国时代、星际争霸和《魔兽争霸：兽人与人类》那样的即时战略游戏。 |
| 圣剑传说 玛娜之环                  | - 日本：2013年                              | iOS、Android                                                     | 《圣剑传说 玛娜之环》是2013年3月5日发行的GREE平台卡牌对战游戏。玩家需要使用印有《圣剑传说2》、《圣剑传说3》和《圣剑传说4》角色的卡牌来战斗保护玛娜之树。全部世界都由玛娜树连接，玩家必须复原玛娜之剑来恢复平衡。卡牌可以结合进化，玩家可以像《圣剑传说3》那样决定角色精通什么技能。玩家还可以在竞技场模式对战，以获得点数。                                           |
| 圣剑传说 玛娜崛起                  | - 日本：2014年                              | iOS、Android                                                     | 《圣剑传说 玛娜崛起》是圣剑传说的游戏，iOS于2014年3月6日发行，Android版预定于2014年夏季发行。游戏回归系列的动作角色扮演游戏根源，但使用游戏特殊道具收费的模式。游戏支持8玩家合作游戏。官方没有宣布国际化消息，但史克威尔艾尼克斯在公布游戏数月前在欧洲将此名注册为商标。原声由之前圣剑传说作曲者（关户刚、伊藤贤治、菊田裕树和下村阳子）谱曲，并于2014年4月23日发行。 |
| 聖劍傳說 ～最終幻想外傳～ 玛娜冒险 | - 全球：2016年                              | PlayStation Vita、iOS、Android                                   | 《聖劍傳說》基于初代Game Boy版本的重製版，畫面完全3D化、遊戲系統亦有所變化。原声音乐亦由伊藤贤治进行再谱曲和声乐化。 |
| 圣剑传说 合辑                      | - 日本：2017年 - 全球：2019年               | 任天堂Switch                                                     | 包括了《圣剑传说 ～最终幻想外传～》、《圣剑传说2》和《圣剑传说3》。 |
| 圣剑传说2 玛娜秘密                 | - 全球：2018年                              | PlayStation 4、PlayStation Vita、Microsoft Windows               | 《聖劍傳說2》的重製版，畫面完全3D化 |
| 圣剑传说3 玛娜试炼                 | - 全球：2020年                              | 任天堂Switch、PlayStation 4、Microsoft Windows、Xbox Series X/S  | 《聖劍傳說3》的重製版，畫面完全3D化、遊戲系統亦有所變化。 |
| 圣剑传说 玛娜传奇                  | 全球：2021年                                | 任天堂Switch、PlayStation 4、Microsoft Windows、Xbox Series X/S  | 《圣剑传说 玛娜传奇》复刻版 |
| 聖劍傳說 瑪娜幻象                  | 全球：2024年                                | PlayStation 4、PlayStation 5、Xbox Series X/S、Microsoft Windows | 《聖劍傳說》系列最新作，由網易櫻花工作室開發。 |

## 共通元素
系列的共通元素之一就是无缝的即时战斗系统。系统由石井浩一开发，田中弘道改进，渴望创作出使用和前几部最终幻想作品不同的系统。虽然圣剑传说游戏以动作为基础，却旨在让新玩家和老手都能可游戏。系统结合了分层独特的“环状命令”菜单系统，该菜单在《圣剑传说2》和《圣剑传说3》中占有突出地位，并在之后的作品中较轻程度的使用。每个圆环都是一系列图标，并附有文字信息框解释，通过选择，玩家可以使用道具、发动魔法、查看游戏中的能力值，或是改变游戏设定。玩家通过按左右键旋转圆环选择菜单，并使用上下键在不同菜单间切换。虽然由北美史克威尔开发的衍生作品《Secret of Evermore》并不属于系列，但也建基于“环状命令”系统。
圣剑传说系列有几个多次出现的角色与物种，如在《圣剑传说 ～最终幻想外传～》和《圣剑传说 玛娜传奇》中出现的最终幻想生物陆行鸟，以及在《圣剑传说2》、《圣剑传说3》和《新约 圣剑传说》中出现的莫古利。戴着有角头盔的矮人铁匠瓦特可以为玩家升级武器装备。一般城镇外可能发现赋予人形的猫商人，玩家可以在此保存游戏与高价购买消耗品。该角色在美版《圣剑传说2》中为涅科，在美版《圣剑传说 玛娜传奇》和《新约 圣剑传说》中为尼科洛；在日版中这些商人都叫尼基塔。
玛娜之树和玛娜之剑在系列各作中，都作为推动情节的事物出现。神秘的玛娜之树是魔力的来源，而魔力维持着系列世界大自然的平衡。在游戏中，当平衡逐渐打破时，玛娜之剑就会出现恢复平衡。在《圣剑传说 ～最终幻想外传～》中，如果玛娜之树死亡，玛娜家族的一名成员就会变成新数的“种子”。玛娜之树的萌芽成为格玛，而挥动玛娜之剑保护树的人就叫做格玛骑士。在《圣剑传说3》中，据说一个女神在创造世界和玛娜之剑后，变成了玛娜之树。在《圣剑传说 ～最终幻想外传～》和《圣剑传说2》游戏的尾声处，玛娜之树都被破坏，但都有一名角色变成了新的玛娜之树。
元素精灵，或称玛娜精灵，是能攻支配系列世界中魔法元素的物种，它们因能发动魔法技能，故处于游戏魔法系统的核心。自《圣剑传说2》起，系列就出现了八种精灵，每种精灵都体现一个不同元素。它们的名称和神话众神或现象同音。在《圣剑传说2》和《圣剑传说3》中，直到主角遇到他们后才能使用他们的力量。在《圣剑传说 玛娜传奇》中，精灵成为土地创造系统的要素。在《圣剑传说 玛娜传奇》和《新约 圣剑传说》中，同种元素会出现多个精灵。在剧情上，《圣剑传说3》和《圣剑传说 玛娜英雄》的精灵负责保护玛娜之石——八颗玛娜女神封印的元素结晶。在北美版《圣剑传说4》中，每种精灵都操一口特定口音，如法国或苏格兰。
拉比是一种可爱、虚构、兔子状的生物，一直作为普通敌人登场。如同陆行鸟之于最终幻想，拉比已成为圣剑传说系列的一个吉祥物，是系列最知名的标志之一。拉比就像一个除去身体的单齿兔，长有一对曲线形竖起，顶端呈尖的大耳朵，以及蓬松圆球状的的粉红尾巴，通过沿地面跳跃移动。最常见的拉比为黄色，但亦有各种粉红色、淡紫色、黑色和白色品种，他们可以是各种小杂兵、“超级头目”角色，乃至友军单位和宠物。拉比还在《最终幻想X-2》中以滑稽的名称“兔子脚”登场，它能提升角色的幸运值；物种同时还在《最终幻想战略版Advance》的一个可选任务中登场，它因能当作好运符咒而被捕猎，成为了濒危物种。拉比在毛绒公仔、靠垫、打火机、鼠标垫、肩带、电话卡和T恤等数种圣剑传说商品中出现。
芙拉米是系列几款作品中出现的虚构物种飞龙，以及个别飞龙的专有名称。芙拉米通常在游戏担当一种交通工具，通过骑在芙拉米背上，角色可以到达游戏世界不同地点。在《圣剑传说2》和《圣剑传说3》中，通过超级任天堂Mode 7图形功能，玩家可以后方的第三人称视角或俯视视角控制芙拉米飞，飞越的风景以卷轴卷动显示。在《圣剑传说DS 玛娜之子》中，玩家在世界地图上选择希望乘芙拉米到达目的地的编号。

## 开发

### 历史
史克威尔在1989年注册了“圣剑传说”商标，计划开发一款副标题名为“亚瑟王神剑的出现”的游戏，工程由青木和彦领导，发行于FC磁盘机。据早期广告，游戏使用当时空前的五张软盘，使其成为在FC开发前最大的作品之一。虽然史克威尔公开招标游戏预购，但据史克威尔前雇员森山薰确认，管理层在游戏早期企划之后，就取消了这个宏大计划。在1987年10月，客户收到了一封带有购货退款的取消预订通知函。信中建议他们考虑史克威尔另一款相似的游戏待出品角色扮演游戏《最终幻想》。
在1991年，史克威尔重新在另一款无关的游戏中使用了“圣剑传说”商标，这款游戏是由石井浩一兼职的Game Boy动作角色扮演游戏。游戏最初以“格玛骑士”为题发行，随后游戏易名为“圣剑传说 ～最终幻想外传～”（北美版名“最终幻想传奇”，欧洲版名“神秘历险”）。从《圣剑传说2》（美版名“玛娜之谜”）起，系列开始脱离最终幻想，成为独立的动作角色扮演游戏系列，并在1993年至2003年间发行了四部游戏。因PlayStation的机能无法处理全3D，无法满足石井与自然事物互动设想，故《圣剑传说 玛娜传奇》使用2D制作。2005年史克威尔宣布了“玛娜世界”计划，其中包括了一系列圣剑传说作品，相对于原系列，这些作品类型跨度更广。石井甚至在参与《最终幻想XI》前，就决定创作新的圣剑传说游戏，但他打算首先为新系列创造目标，并最终决定探索如何将“触感”加入游戏。在2003年E3看到《半条命2》后，他感到其物理引擎是他所需要的内容之一。“玛娜世界”包括五款游戏和一部漫画。石井担任全部游戏的总监与制作人。在2006年曾有一部计划Wii圣剑传说作品，但最终没有进入开发。2007年3月，最后一部玛娜世界游戏发行后，石井正式离开史克威尔艾尼克斯，在去年12月自己建立的新公司Grezzo中繼續遊戲開發製作。

### 创作与设计
石井浩一渴望创造一个虚构世界，因而产生了圣剑传说系列。在石井看来，圣剑传说并非一部电子游戏系列，而是绘出并可通过电子游戏探索的世界。在系列创作中，石井的灵感来自同年记忆来的抽象画面，以及在孩童时入迷的电影和奇幻文学。石井力避重走惯例，他所受的影响也非常广阔泛化。但虽如此，他也承认在文学上特别受到《姆明》、路易斯·卡羅《爱丽丝梦游仙境》和J·R·R·托尔金《魔戒》的影响。
虽然一些玛娜世界作品和其它作品直接相关，但整个系列间的作品少有联系。游戏作品情节没有整体的时间顺序。另外石井浩一称，游戏并非全部发生在一个世界，不同作品间出现的角色或元素最好的解释为彼此平行。相反，相较于作品间的故事情节联系，作品间的联系只停留在抽象的业力水平。

## 音乐
圣剑传说系列的音乐由几位作曲家作曲。《圣剑传说 ～最终幻想外传～》由伊藤贤治谱曲，这也是他第二部谱曲的游戏。伊藤音乐的主要灵感源自游戏图像而非外界影响。《圣剑传说2》和《圣剑传说3》的配乐由菊田裕树作曲。虽然在处理硬件限制方面遇到困难，但菊田试图以两种“截然不同的风格”——即他自己和游戏——表达《圣剑传说2》的音乐。因此所创的原声配乐既非流行音乐也非标准游戏音乐。两部游戏的音乐主要靠菊田自己完成，他每天几乎24小时呆在自己办公室，交替作曲与剪辑，以创造身临其境的三维音效。菊田称《圣剑传说2》配乐是他最喜欢的作品。他创作《圣剑传说2》和《圣剑传说3》部分受到自然景观的启发。1995年菊田发行了编曲实验性专辑《圣剑传说2 玛娜之谜》，以一首50分钟的长曲目收录了两部游戏的音乐。
《圣剑传说 玛娜传奇》由下村阳子独立配乐，她认为这是最能表达自我的作品之一。伊藤贤治回归系列继续为《新约 圣剑传说》配乐。他还为《圣剑传说DS 玛娜之子》创作了三分之一的原声，其余的音乐由岩田匡治和相原隆行完成。伊藤担任《圣剑传说4》的主作曲，其他作曲者还有关户刚、祖坚正庆、仲野顺也以及主题曲作曲坂本龙一。北美《圣剑传说4》买家开可以从零售商处获得一张样品碟《玛娜之息》，其中选择收录了游戏曲目。下村回到系列继续为《圣剑传说 玛娜英雄》作曲，并为《圣剑传说 玛娜崛起》创作了一首曲目。

## 改编印刷品
由天野四郎作画，改编自《圣剑传说 玛娜传奇》的五卷漫画由Enterbrain于2000年至2002年间在日本发行。漫画是以游戏主角为主人公的喜剧故事。埃格蒙特动漫于2003年发行德文版。2004年1月16日，史克威尔艾尼克斯发行了由多位画家持笔的四格连环画集《新约 圣剑传说 四格漫画剧场》。书中有一个调查问卷，如果寄回则可能赢得石井浩一和龟冈慎一的签名插图，以及一件特别T恤。Enterbrain还于2004年2月25日发行《新约 圣剑传说》的改变漫画，漫画以天野四郎为首，多位漫画家绘制。两天后，史克威尔艾尼克斯发行了由大滨真对编著的《新约 圣剑传说》两卷改编小说。2007年2月22日起，日本杂志《Gangan Powered》开始刊登吉野五月的原创漫画《圣剑传说 玛娜公主》(PRINCESSofMANA)。

## 评价
| 游戏                      | Metacritic     |
| ------------------------- | -------------- |
| 圣剑传说 ～最终幻想外传～ | －             |
| 圣剑传说2                 | －             |
| 圣剑传说3                 | －             |
| 圣剑传说 玛娜传奇         | －             |
| 新约 圣剑传说             | 72（31个评价） |
| 圣剑传说DS 玛娜之子       | 65（34个评价） |
| 圣剑传说 玛娜之友         | －             |
| 圣剑传说4                 | 57（27个评价） |
| 圣剑传说 玛娜英雄         | 66（32个评价） |

早期圣剑传说系列多获好评，但每部作品成功的程度有所不同。RPGFan称《圣剑传说 ～最终幻想外传～》为Game Boy上最好的作品之一，而IGN认为游戏是该平台上仅次于《薩爾達傳說 夢見島》最好的動作角色扮演遊戲。GameSpot将《圣剑传说2》称为“史克威尔在超级任天堂上的一个杰作”。游戏被选入多个最佳游戏榜单，包括《Fami通》史上最佳100游戏的第97位。《Fami通》给《圣剑传说 玛娜传奇》和《圣剑传说 玛娜英雄》分别打出31/40和32/40分。《圣剑传说 玛娜传奇》曾登上NPD集团每周畅销游戏榜单的首位，并在2006年收录于Ultimate Hits系列。
玛娜世界系列作品没有像系列早期五部游戏那样成功；虽然他们以新方式体验游戏世界的尝试获得赞扬，但各种游戏系统设计缺陷阻碍了之后的游戏。1UP.com认为，虽然《圣剑传说4》在呈现与叙事上非常精彩，但游戏系统没有达到早期圣剑传说游戏的水准。在玛娜世界游戏发行之前，RPGFan称系列为“珍爱”。而在《圣剑传说 玛娜英雄》发行后，他们表示“讨厌”玛娜世界系列，并称系列的未来看起来“黯淡”。
圣剑传说系列，特别是《圣剑传说2》的音乐，获得广泛好评以及玩家的热爱。《圣剑传说2》是最早在美国官方发行——即角色扮演游戏成为主流爱好之前——的原声音乐之一。《圣剑传说2》的开场曲《天使的恐惧》登上IGN十佳RPG作品曲目的第七位，IGN评论称曲目是“抓住我们心的魔法题材作品歌曲”。歌曲还在第三场管弦游戏音乐会上演出。《圣剑传说2》是流行游戏音乐网站OverClocked ReMix中原声重混数第6多的作品，而《圣剑传说3》排名第18。其它作品的音乐也获得好评。RPGFan称，虽然《圣剑传说 ～最终幻想外传～》的音乐如MIDI般低品质，但却“令人上瘾”。GameSpy称《圣剑传说DS 玛娜之子》的一些音乐“迷人”，是目前任天堂DS上最好的音乐。《GameInformer》称赞了《圣剑传说4》音乐良好。IGN认为《圣剑传说 玛娜传奇》的音乐“迷人”，并带给游戏“紧张”“悬念”“精微玄妙”之感。其它评论员表达了同样的观点，GameSpot称音乐“编排出色”，RPGFan也表示音乐是游戏的一处优点。